# ルイ13世 (フランス王)
ルイ13世（フランス語: Louis XIII、1601年9月27日 - 1643年5月14日）は、ブルボン朝第2代のフランス国王（在位：1610年5月14日 - 1643年5月14日）。ナバラ国王としてはルイス2世（バスク語: Luis II.a）。ブルボン朝創成期の王である。
父王アンリ4世の暗殺により幼くして即位した。母后マリーが摂政を務めるが、成年すると母后を排除している。リュイヌ公シャルル・ダルベール、次いで有能なリシュリュー枢機卿を重用してユグノーなどの国内の抵抗勢力を制圧し、国外では三十年戦争でハプスブルク家と戦い、国政を整備して最初期の絶対君主の一人となった。また、ブルボン朝で初めてハプスブルク家と政略結婚した。

## 生涯

### 出生
アンリ4世と王妃マリー・ド・メディシスの長子としてフォンテーヌブロー宮殿で生まれた。王の息子であるルイはフィス・ド・フランスの称号を与えられ、長男だったためドーファン（王太子）となった。父アンリはサリカ法に則り、母方では又従弟であるアンリ3世から王位を継ぎ、ブルボン朝初代のフランス王となった人物である。ルイ13世の父方の祖父母はヴァンドーム公アントワーヌおよびナバラ女王ジャンヌ・ダルブレ、母方の祖父母はメディチ家のトスカーナ大公フランチェスコ1世および神聖ローマ皇帝フェルディナント1世の皇女ヨハンナであり、母方の叔母エレオノーラ・デ・メディチが代母となった。
父王アンリ4世は40年近くにわたったユグノー戦争（せんそう）を終わらせて国内を平定し、ナントの勅令を発してカトリックとユグノーの対立を一応は鎮めた。だが、ナント勅令はユグノーに信仰の自由を保証しただけでなく、プロテスタント地域での軍事・政治の特権も与え、「国家の中の国家」と呼ばれる状態となり、根強い宗教対立とともに国内の不安定要因となっていた。

### マリー・ド・メディシスの統治（1610年 - 1617年）

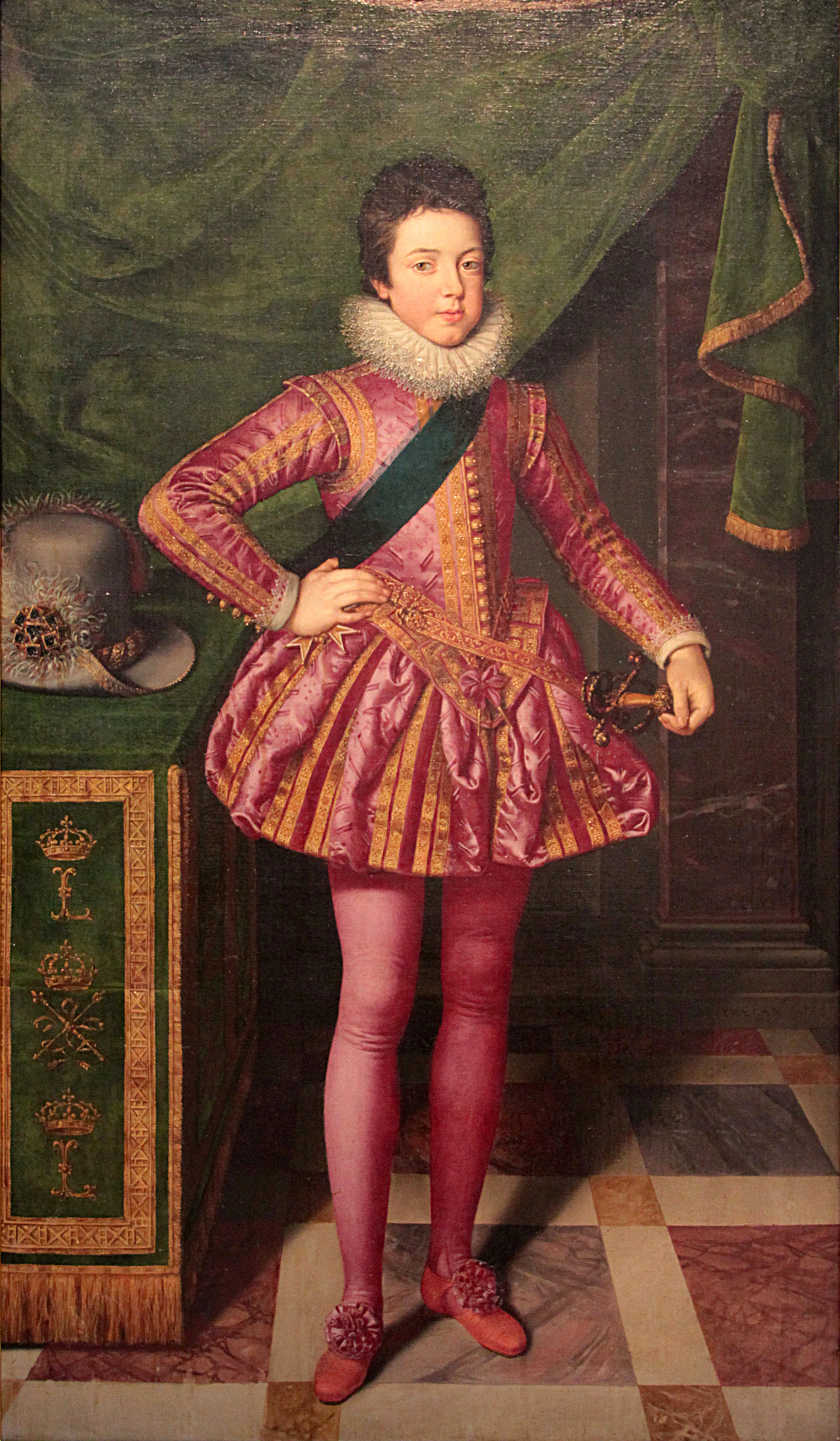
ルイ13世（1611年）

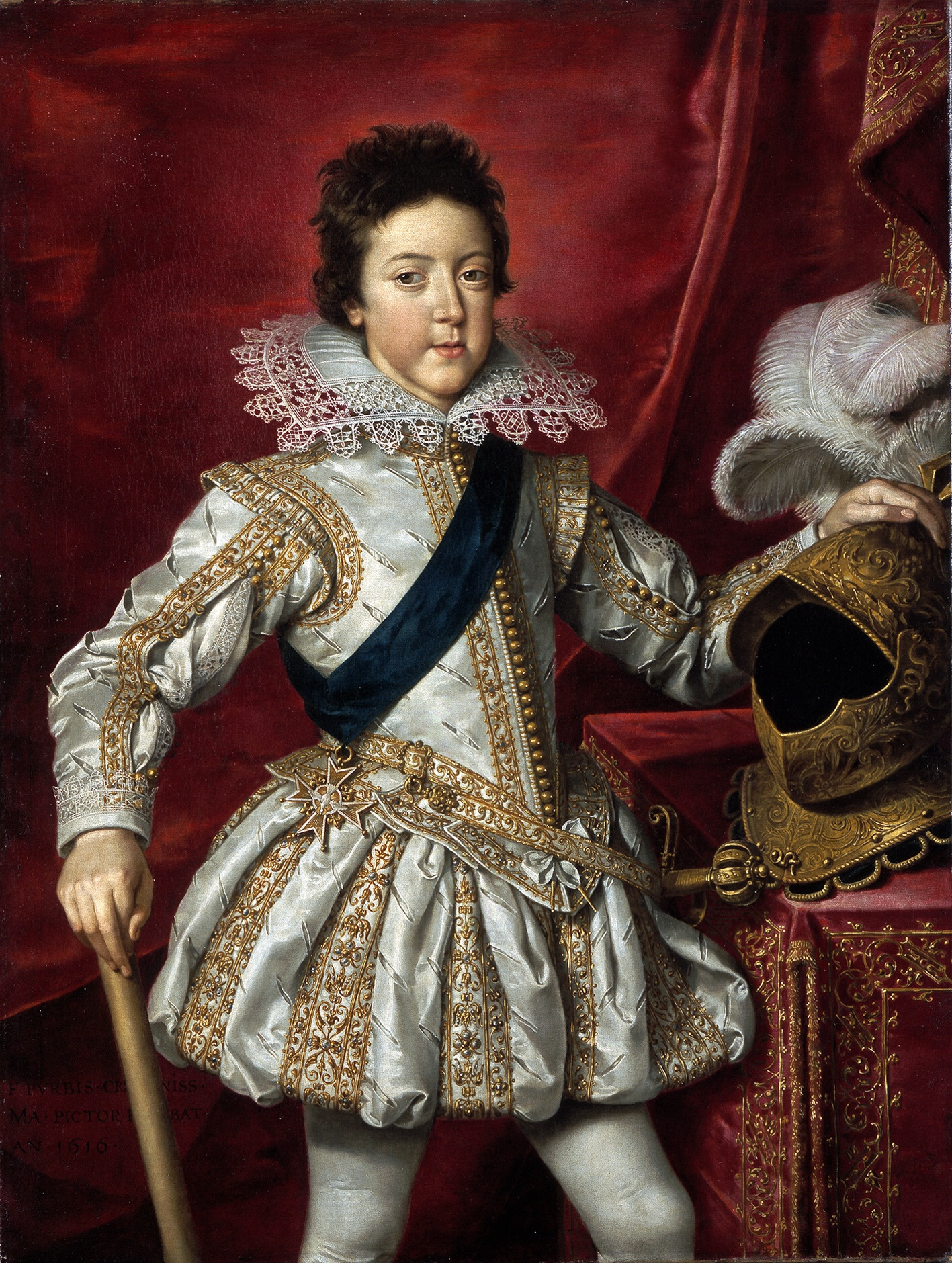
ルイ13世（1616年）

1610年、父アンリ4世が狂信的なカトリック教徒に暗殺されたことにより、ルイ13世は8歳半で即位し、13歳になるまで母マリー・ド・メディシスが摂政を務めることになる。マリーは夫の時代の大臣たちのほとんどをそのまま残したが、国民に人気がなかったシュリー公マクシミリアン・ド・ベテュヌは引退させている。代わりに彼女はニコラ・ド・ヌフヴィル、ノエル・ブリュラール・ド・シルリーそしてピエール・ジャナンを重用した。
マリーはナント勅令を確認して穏健な政策を行っていたが、継承順位第1位であるコンデ公アンリ2世の反乱を防ぐことはできなかった。マリーと諍いを起こしたコンデ公は1614年に兵を挙げたが支持はほとんどなく、彼女は自らの軍を掌握できた。和平が成立したものの、マリーはコンデ公の要求により三部会を招集している。
この三部会の開催は、ルイ13世の13歳の誕生日まで延期された。ルイ13世が誕生日を迎えて正式にマリーの摂政は終わったが、彼女は事実上のフランスの統治者であり続けた。三部会の成果はほとんどなく、フランスとローマ教皇との関係、官僚の汚職などが討議されたが、何らの決議にも至らなかった。これ以後、三部会はブルボン朝末期の1789年まで開催されていない。
1615年にルイ13世はスペイン王フェリペ3世の王女アナ（アンヌ・ドートリッシュ）と結婚したが、カトリックのスペインとの同盟強化はユグノーを警戒させた。また、この年の始め頃から母后マリーは侍女レオノーラ・ガリガイとその夫コンチーノ・コンチーニを次第に寵臣として重用し始める。これはコンデ公をより一層敵対させ、1616年に再びコンデ公は反乱を起こした。ユグノーの指導者たちは反乱を支援し、この事が若いルイ13世に、彼らは決して忠実な臣下ではないと確信させることになる。
一方、大鷹匠シャルル・ダルベールがルイ13世に、母后から離れ反乱軍を支持するよう説得する。1617年4月24日に宮廷クーデターが起き、寵臣コンチーノは暗殺され、レオノーラは魔女として処刑される。母后マリーはブロワ城に幽閉された。ルイ13世は新たな寵臣となったシャルル・ダルベールをリュイヌ公とした。

### リュイヌ公シャルルの権勢（1617年 - 1621年）

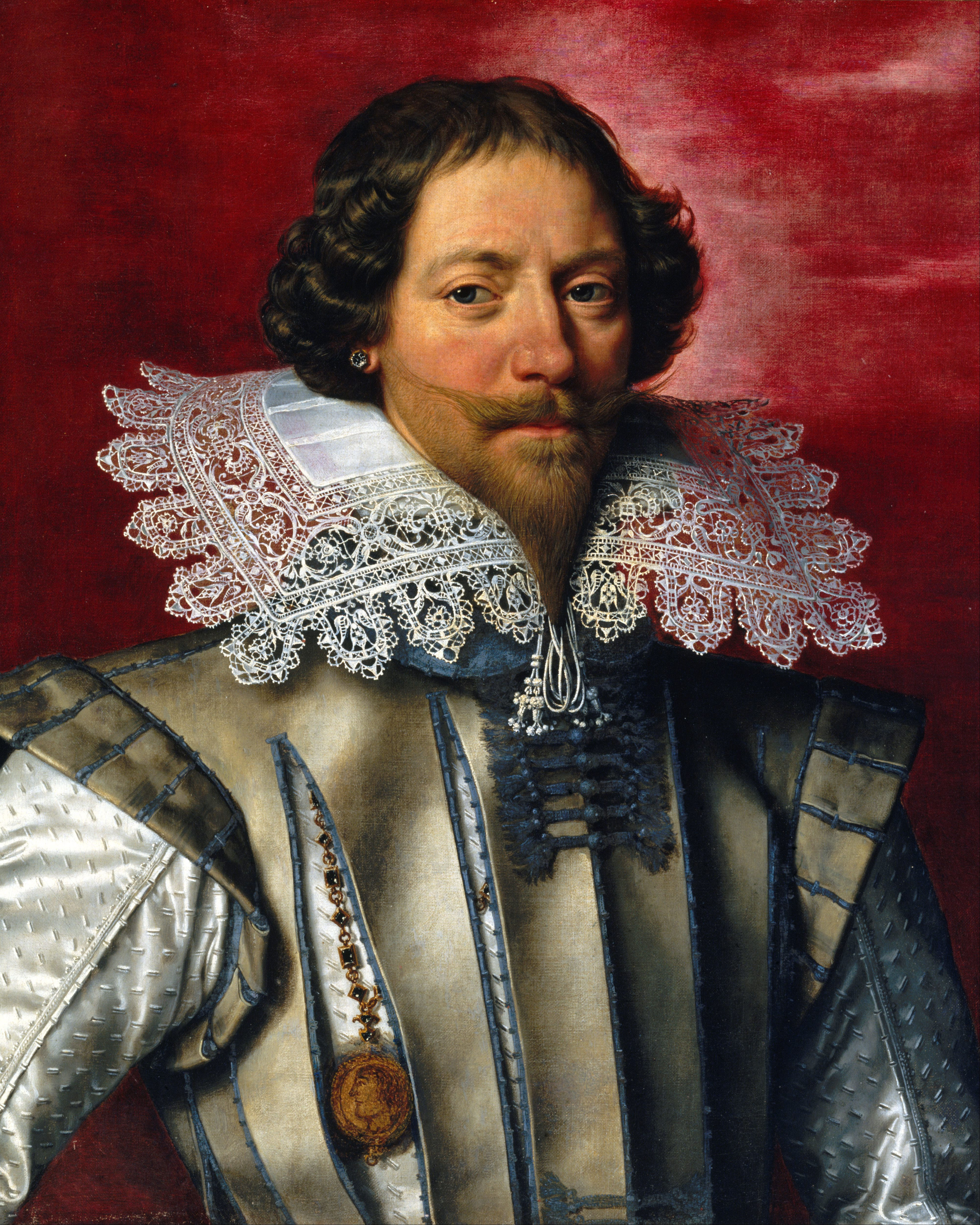
国王の寵臣リュイヌ公シャルル（1578年 - 1621年）

だが、リュイヌ公は程なくコンチーノと同様に不人気となった。貴族たちはリュイヌ公が国王の信任を独占していることに憤慨したと同時に、リュイヌ公はマリーに仕え、既に退いているアンリ4世時代の大臣たちよりも能力的に劣ると見なされていたからであった。
1618年に三十年戦争が勃発する。フランス宮廷はカトリックの皇帝とプロテスタント諸侯のどちらに加担すべきか決めかねていた。ハプスブルク家との長年のライバル関係からはプロテスタントに加担して介入すべきとの議論があったが、一方で国王自身は熱心なカトリックであり、彼の意向は神聖ローマ皇帝フェルディナント2世を支持することだった。
1618年にリュイヌ公が官職の世襲を保証したポーレット法（La Paulette）を廃止して1620年に売官制度を始めると、フランス貴族たちは更に敵対するようになる。ブロワに幽閉されていた母后マリーが不平貴族たちの拠り所となり、1619年にマリーはブロワ城を脱出する。
マリーを迎えたフランス貴族たちは1620年に反乱を起こしたが、8月のポン＝ド＝セーの戦いで反乱軍はあえなく壊滅してしまう。続いて、ルイ13世は王令に幾度も反抗を続けていたユグノーの拠点ベアルンに対する討伐軍を派遣した。討伐軍はベアルンにカトリックを再建したものの、この討伐によってユグノーたちを他の地域へ追いやることになり、ロアン公アンリが反乱を起こす。
母后マリーの助言者であるリュソン司教リシュリューが仲介役となって、1621年にルイ13世は母と和解する。リュイヌ公は大元帥に昇り、ルイ13世とリュイヌ公はユグノーの反乱の鎮圧に臨んだ。だが、ユグノーの根拠地モントーバンの包囲は国王軍の多くがチフスに倒れてしまったために、3か月で放棄せねばならなくなる。この犠牲者の一人がリュイヌ公で、12月に死去した。

### 国務会議による統治（1622年 - 1624年）

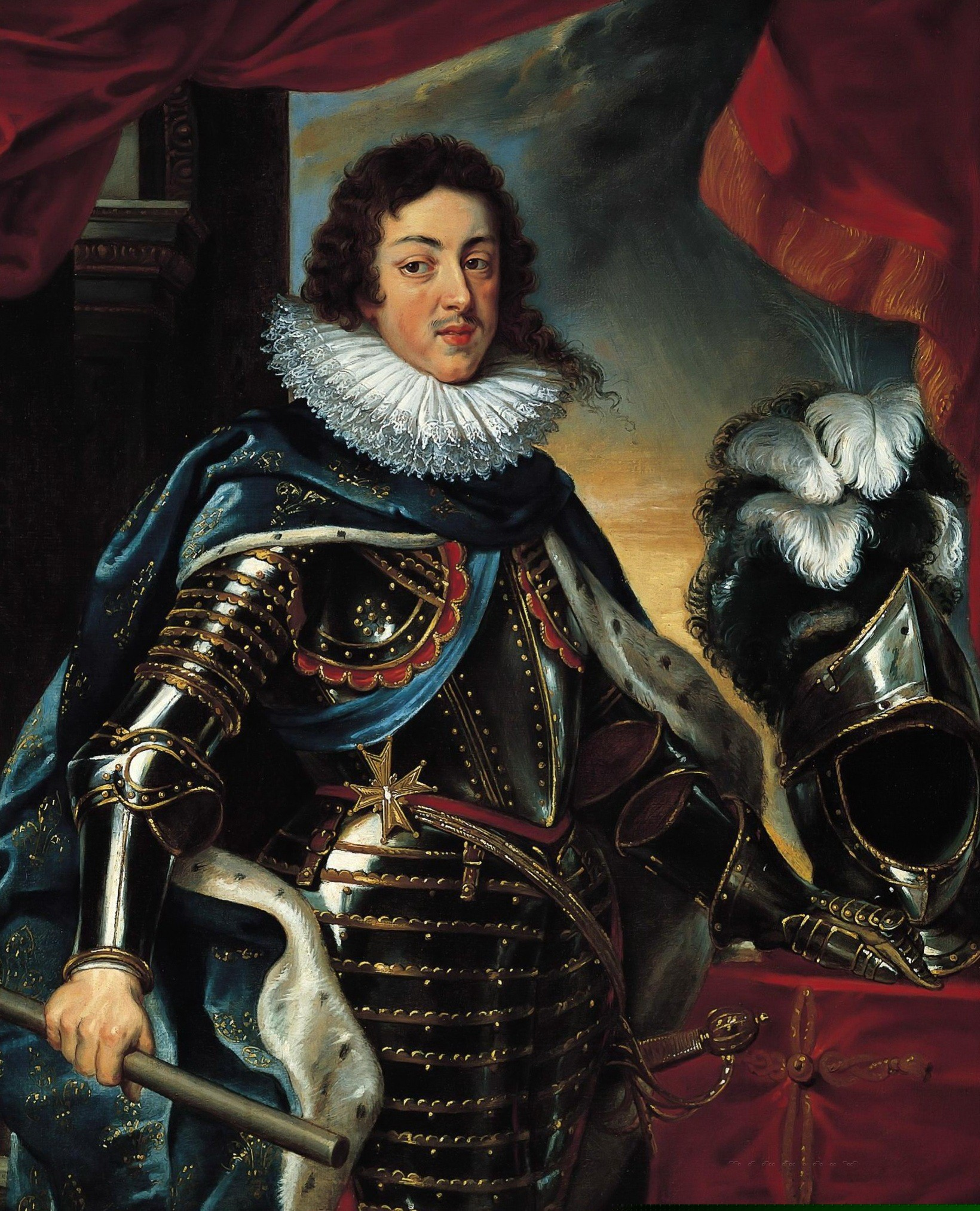
青年期のルイ13世

リュイヌ公の死後、ルイ13世は国務会議によって統治を行うと決める。1622年に幽閉を解かれた母后マリーが会議に加わり、国務会議ではコンデ公がユグノーを武力をもって弾圧することを主張した。1622年に行われた討伐は先年と同じ経過をたどることになる。国王軍は緒戦で勝利したものの、続く包囲戦で敵の根拠地モンペリエを陥落させられなかった。
10月にルイ13世とロアン公との間にモントーバン協定が結ばれて反乱は終結した。協定はナント勅令の主旨を確認するもので、ユグノーの幾つかの要塞は破却されたが、モントーバンとラ・ロシェルの支配権はユグノーに残された。
1624年、ルイ13世はノエル・ブリュラール・ド・シルリーとピエール・ジャナンを罷免している。これは彼らが当たっていたヴァルテッリーナを巡るスペインとの外交状況を、国王が不快に感じたからであった。ヴァルテッリーナはカトリック住民の地域だが、プロテスタントのグリゾンの統治下にあった。ここはフランスからイタリアへの重要な経路であり、スペインがそのヴァルテッリーナへしきりに干渉を続けていたことがルイ13世を怒らせた。

### リシュリュー枢機卿の執政（1624年 - 1643年）

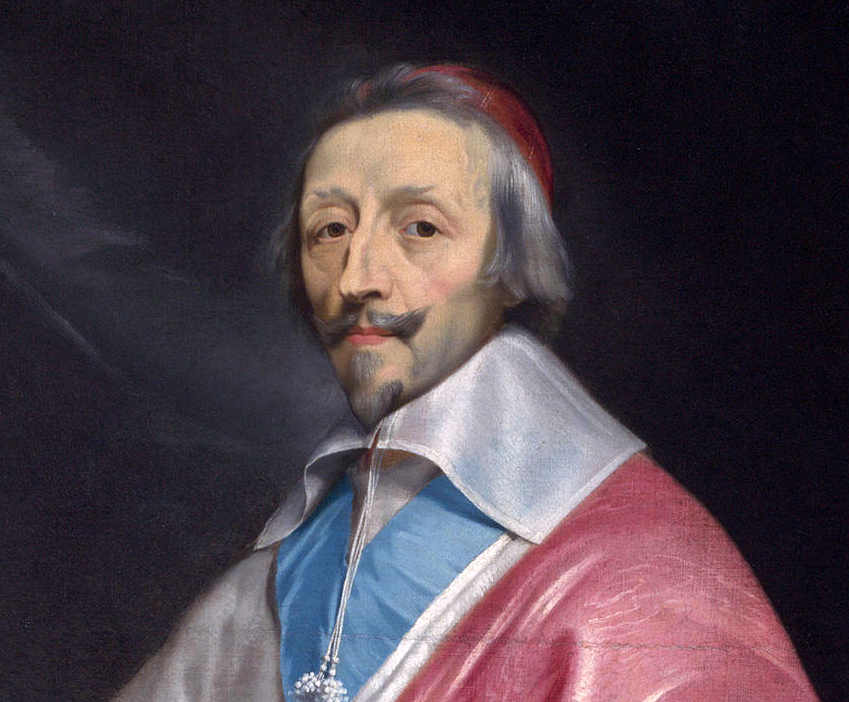
リシュリュー枢機卿

ルイ13世はリシュリュー枢機卿を1624年に首席国務卿（宰相）に登用した。以降、彼がルイ13世の治世で大きな役割を果たし、その後18年間にわたりフランスのかじ取りを行っていくことになる。リシュリューの業績によってルイ13世は絶対君主の最初の一人となる。
ルイ13世とリシュリューは懸案だったユグノー討伐に乗り出した。1628年、14か月の包囲戦の末にユグノーの本拠ラ・ロシェルを陥落させ（ラ・ロシェル包囲戦）、ラ・ロシェル和議によりアンリ4世によって与えられたユグノーに対する政治的、軍事的特権を撤廃させた（信仰の自由は許容されている）。
1630年にリシュリューに不満を持った国璽尚書ミシェル・ド・マリヤックら一部貴族が母后マリーと結んでリシュリュー排斥のクーデターを企てた。ルイ13世も一旦はリシュリュー罷免に同意したものの、翌日には態度を翻してしまう（「欺かれし者の日」）。クーデターはリシュリューが勝利してマリヤックは罷免、母后マリーは再び追放され、ブリュッセルへ亡命した。

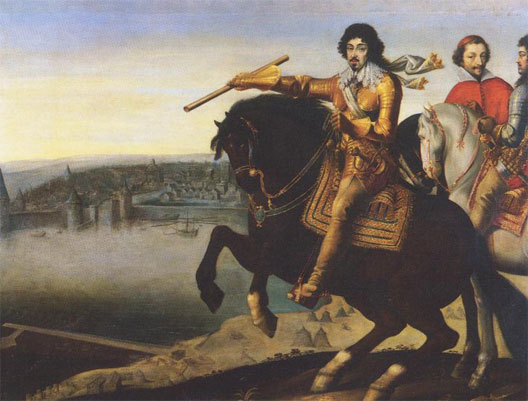
リシュリュー枢機卿とともに騎乗するルイ13世

1635年、フランスは三十年戦争にプロテスタント側で介入し、国王自ら軍を率いてスペイン軍と戦火を交える。だが、戦争によって重税が課されて民は困窮し、民衆蜂起が各地で起こっている。
1638年に王妃アンヌ・ドートリッシュが24年の結婚生活の末に王位継承者である待望の男子（後のルイ14世）を生んだ。
ルイ13世とリシュリューの下、アンタンダン（地方監察官）の設置により貴族の規律を保って国王集権化を強化し、加えてル・アーヴル港を近代化させ、強力な海軍を構築した。不運なことに、国王とリシュリューには切実に必要とされる行政（特にフランスの税制）を改革する時間的、そして情勢的余裕は残されていなかった。
国外では、ルイ13世は北アメリカ大陸のヌーベルフランスの開発と行政を組織し、植民地をケベックからモントリオールへと、セントローレンス川の西方にまで拡大させている。また1640年にフランス領と宣言された島（レユニオン）を1642年に「ブルボン島」と命名した。
文化面ではルイ13世は、フランスの有望な芸術家が国を離れてイタリアで学び、仕事をする風潮を変えさせるよう努力をしている。そのため、彼は画家のニコラ・プッサンとフィリップ・ド・シャンパーニュにルーヴル宮を装飾させる任に就かせている。また、『アマリリス』を作曲したとされている。
1642年12月にリシュリューが死去する。その5か月後の1643年5月14日にルイ13世もルーヴル宮において41歳で崩御した。その後をわずか4歳のルイ14世が継ぐことになる。

## 家族関係など

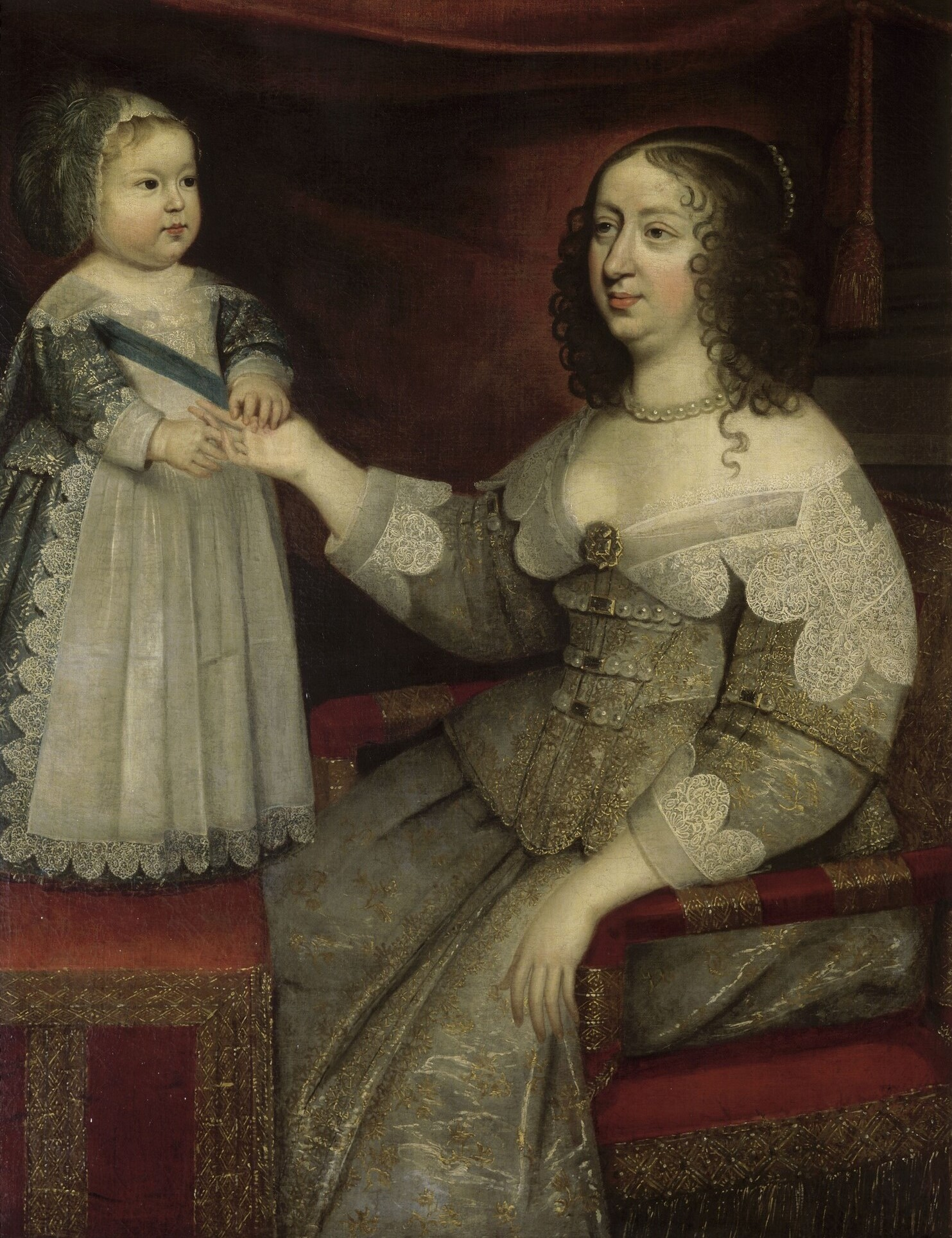
アンヌ・ドートリッシュとルイ14世

1615年11月24日、スペイン王フェリペ3世の王女アナ（アンヌ・ドートリッシュ）と結婚した。これはカトリック勢力のフランスとスペインとの軍事的及び政治的同盟を固める伝統に従った王室間結婚である。この伝統はフェリペ2世とフランス王女エリザベート・ド・ヴァロワとの結婚に遡る。仲睦まじかったのはごく短い間で、国王は夫の義務を果たさなくなる。23年間の結婚生活と4度の流産を経て、1638年にアンヌは後のルイ14世となる男子を出産した。
多くの人々がこの出産を神による奇跡であると見なし、長い間待ち望まれた王位継承者の誕生を神に感謝するために、両親はこの子を「神の賜物」（“Louis-Dieudonné”）と呼んだ。別の感謝の印として、幾つかの解釈によれば、出産の数か月前に、フランスはルイ13世によって処女マリアへ献納をしており、マリアがこの奇跡を取り成したと多くの人々が信じた。しかしながら、この献納の文書には王妃の妊娠と出産については書かれていない。また、ルイ13世自身が息子の誕生後にこの奇跡について疑問を投げかける発言をしている。
| 名前                      | 誕生          | 死没         | 注 |
| ------------------------- | ------------- | ------------ | --- |
| フランス王ルイ14世        | 1638年9月5日  | 1715年9月1日 | マリー・テレーズ・ドートリッシュ（1638年 - 1683年、スペイン王女）と1660年に結婚。子を儲ける。 |
| オルレアン公フィリップ1世 | 1640年9月21日 | 1701年6月8日 | 結婚は2回： (1) ヘンリエッタ・アン・ステュアート（1644年 - 1670年、イングランド王女）と1661年に結婚。子を儲ける。 (2) エリザベート・シャルロット・ド・バヴィエール（1652年 - 1722年、プファルツ選帝侯カール1世ルートヴィヒの娘）と 1671年に結婚。子を儲ける。 |

### 性的関心

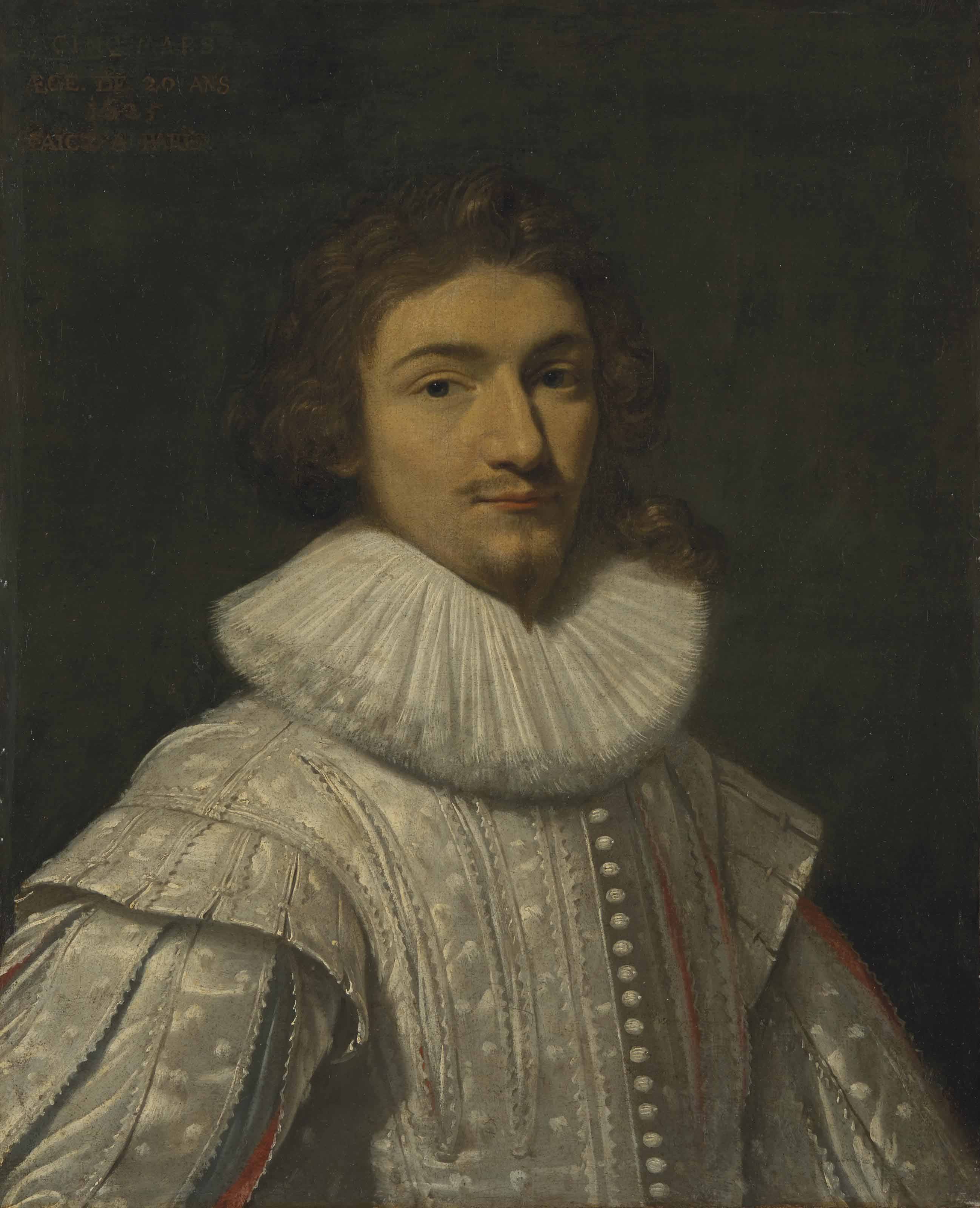
サン＝マール侯爵

ルイ13世が愛人を抱えていた証拠はない（それ故、彼は「純潔ルイ」のあだ名を受けている）。だが、そのために彼はホモセクシャルないしバイセクシャルであるとの噂が根強い。ジェデオン・タルマン・デ・レオーは王家の批評家（ランブイエ侯夫人）から聞いた噂を引き合いに出し、彼の著書“Historiettes”で国王のベッドで何が起こっているのかを推察している 。侍従フランソワ・ド・バラダとの性的関係（彼は王令で決闘が禁止された後に決闘を行って敗れて命を落としている） 。彼はまたサン＝マール侯爵アンリ・コワフィエ・ド・リュゼに惹かれていたとも言われている（彼は戦時にスペインとの通謀をした咎で処刑されている）。タルマンはロイヤル・ジャーニーが如何なるものかを叙述している。「王は花嫁のように着飾った衣裳を脱がせた。『ベッドへ、ベッドへ』と彼は彼に堪え切れずに語りかける･･･小さくてかわいい彼がベッドに入る前に、王は既に彼の手にキスをしていた。」

## 系譜
| ルイ13世の血統            | ルイ13世の血統                        | ルイ13世の血統                       | （血統表の出典）                     | （血統表の出典）                     |
| 父系                      | ブルボン朝                            | ブルボン朝                           | ブルボン朝                           |                                      |
| 父 フランス王アンリ4世    | 父の父ナバラ王アントワーヌ            | ヴァンドーム公シャルル・ド・ブルボン | フランソワ                           | フランソワ                           |
| 父 フランス王アンリ4世    | 父の父ナバラ王アントワーヌ            | ヴァンドーム公シャルル・ド・ブルボン | マリー・ド・リュクサンブール         |                                      |
| 父 フランス王アンリ4世    | 父の父ナバラ王アントワーヌ            | フランソワーズ・ダランソン           | ルネ                                 | ルネ                                 |
| 父 フランス王アンリ4世    | 父の父ナバラ王アントワーヌ            | フランソワーズ・ダランソン           | マルグリット・ド・ロレーヌ           |                                      |
| 父 フランス王アンリ4世    | 父の母ナバラ女王ジャンヌ3世           | ナバラ王エンリケ2世                  | ナバラ王フアン3世                    | ナバラ王フアン3世                    |
| 父 フランス王アンリ4世    | 父の母ナバラ女王ジャンヌ3世           | ナバラ王エンリケ2世                  | ナバラ女王カタリナ                   |                                      |
| 父 フランス王アンリ4世    | 父の母ナバラ女王ジャンヌ3世           | マルグリット・ド・ナヴァル           | アングレーム伯シャルル・ドルレアン   | アングレーム伯シャルル・ドルレアン   |
| 父 フランス王アンリ4世    | 父の母ナバラ女王ジャンヌ3世           | マルグリット・ド・ナヴァル           | ルイーズ・ド・サヴォワ               |                                      |
| 母 マリー・ド・メディシス | 母の父トスカーナ大公フランチェスコ1世 | トスカーナ大公コジモ1世              | ジョヴァンニ・デッレ・バンデ・ネーレ | ジョヴァンニ・デッレ・バンデ・ネーレ |
| 母 マリー・ド・メディシス | 母の父トスカーナ大公フランチェスコ1世 | トスカーナ大公コジモ1世              | マリア・サルヴィアティ               |                                      |
| 母 マリー・ド・メディシス | 母の父トスカーナ大公フランチェスコ1世 | エレオノーラ・ディ・トレド           | ペドロ・アルバレス・デ・トレド       | ペドロ・アルバレス・デ・トレド       |
| 母 マリー・ド・メディシス | 母の父トスカーナ大公フランチェスコ1世 | エレオノーラ・ディ・トレド           | マリア・オソリオ                     |                                      |
| 母 マリー・ド・メディシス | 母の母ジョヴァンナ・ダズブルゴ        | 神聖ローマ皇帝フェルディナント1世    | カスティーリャ王フェリペ1世          | カスティーリャ王フェリペ1世          |
| 母 マリー・ド・メディシス | 母の母ジョヴァンナ・ダズブルゴ        | 神聖ローマ皇帝フェルディナント1世    | カスティーリャ女王フアナ             |                                      |
| 母 マリー・ド・メディシス | 母の母ジョヴァンナ・ダズブルゴ        | アンナ・ヤギエロ                     | ハンガリー王ウラースロー2世          | ハンガリー王ウラースロー2世          |
| 母 マリー・ド・メディシス | 母の母ジョヴァンナ・ダズブルゴ        | アンナ・ヤギエロ                     | アンヌ・ド・フォワ                   |                                      |